# Bagaren och Kocken
Bagaren och Kocken AB er en svensk virksomhed, der sælger udstyr og maskiner til madlavning og bagning samt diverse isenkram via. internettet. Virksomheden har hovedkvarter i Göteborg, hvor den blev etableret i 2007. Det er et datterselskab til danske Egmont International Holding A/S og den er ejet af Egmont Fonden. I 2023 havde Bagaren och Kocken en samlet omsætning på 822 mio. svenske kroner. De har 96 ansatte (2023). I Danmark driver de en tilsvarende netbutik under navnet KitchenOne.